# Farkasgyepű
Farkasgyepű è un comune dell'Ungheria di 441 abitanti (dati 2001). È situato nella contea di Veszprém.